# James Davison

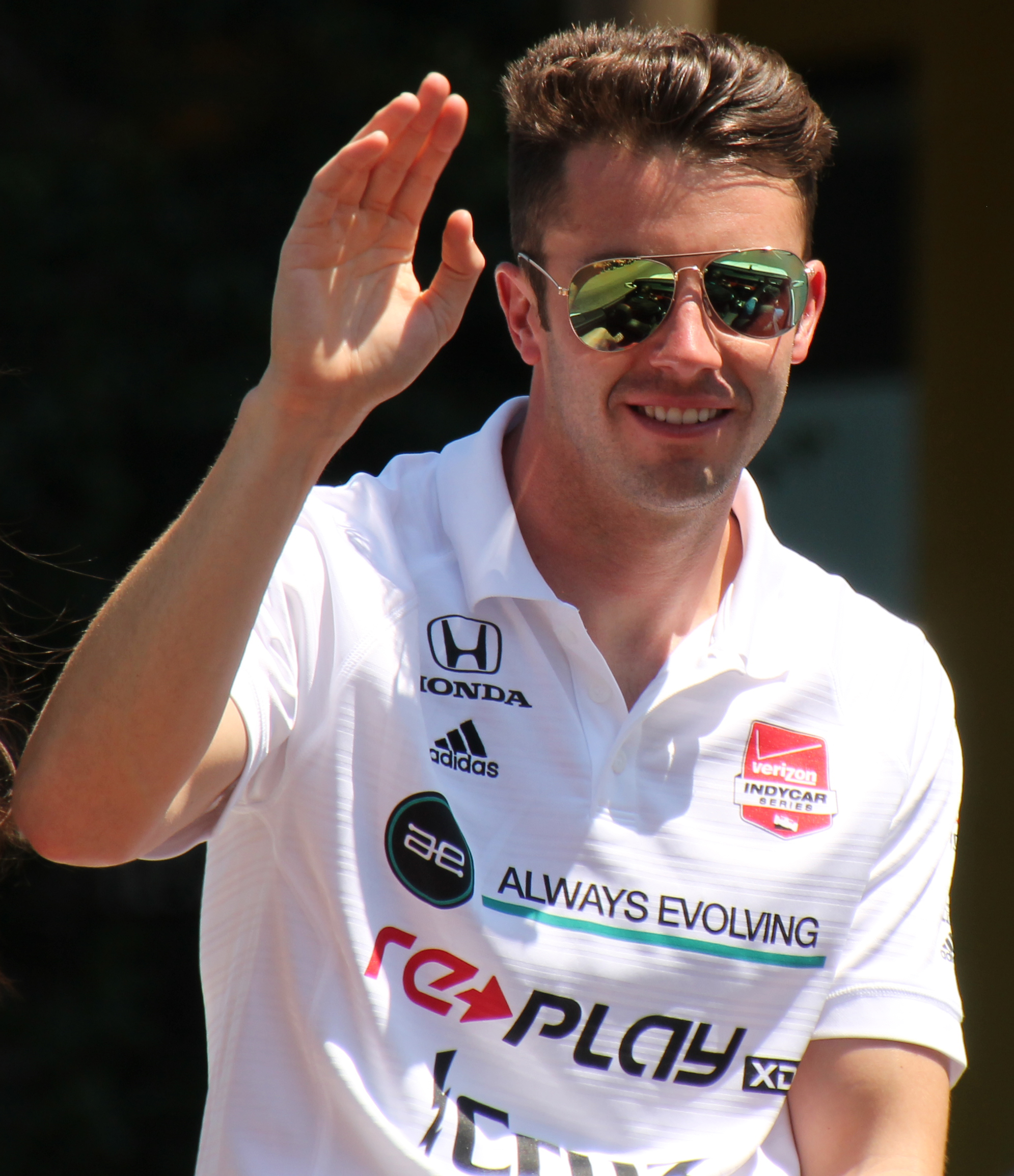
James Davison, 2015

James Davison, född den 28 augusti 1986 i Melbourne, Victoria, Australien, är en australisk racerförare. Han är kusin till racerförarna Will och Alex Davison.

## Racingkarriär
Davison inledde sin karriär i formel Ford i Australien, innan han flyttade till USA. Efter att ha blivit sexa i Formula BMW USA 2005 körde Davison i Champ Car Atlantic under 2006, dock utan att komma bland de sex bästa någon gång. Till säsongen 2007 bytte Davison istället till Star Mazda Championship, där han blev tvåa bakom Dane Cameron.
Den lyckade säsongen fick Davison att åter ta sig till de snabbare klasserna, och säsongen 2008 körde han i Indy Lights, med en överraskande seger på blöt bana på Mid-Ohio som största framgång. En niondeplats i mästerskapet följdes upp med en andraplats säsongen 2009, då Davison vann ytterligare en tävling.